# François Leguat

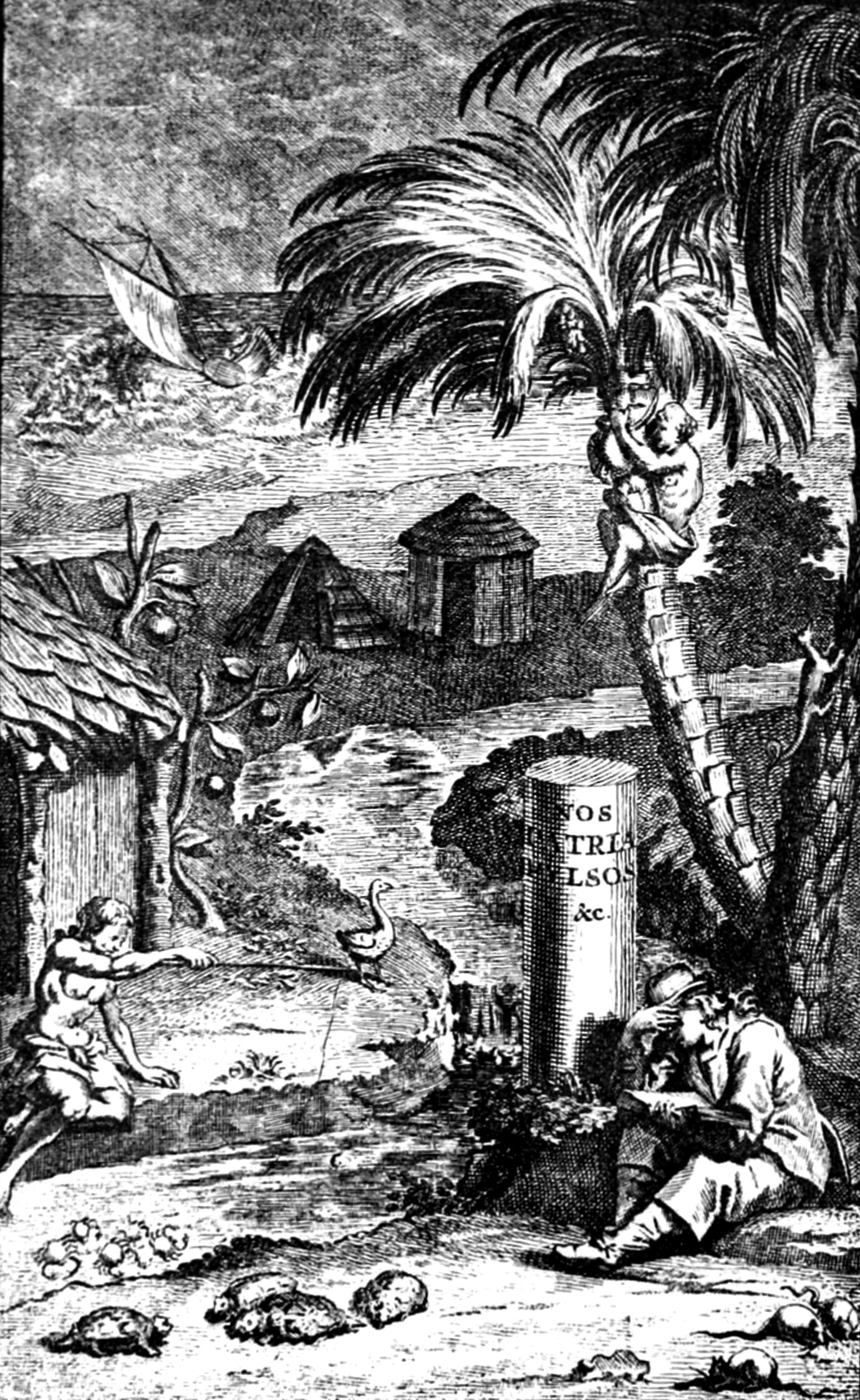
Il frontespizio dell'edizione francese del libro di François Leguat pubblicato nel 1708.

François Leguat (1637/1639 – Londra, settembre 1735) è stato un esploratore e naturalista francese.

## Biografia
Leguat era un ugonotto francese originario della Provincia di Bresse, attualmente parte del Dipartimento di Ain, che si trasferì nei Paesi Bassi nel 1689 dopo la revoca dell'Editto di Nantes nel 1685. Il marchese Henri du Quesne aveva da poco pubblicato un libro in cui descriveva in modo idilliaco l'isola di Réunion e, con la cooperazione della Compagnia Olandese delle Indie Orientali, stava progettando di stabilire una colonia di rifugiati francesi protestanti sull'isola. Allo scopo vennero equipaggiate due navi e molti rifugiati, tra cui Leguat, desiderarono divenire coloni, ma quando du Quesne scoprì che la Francia aveva inviato uno squadrone di navi sull'isola, egli abbandonò questo progetto, dato che voleva evitare qualsiasi confronto con i francesi. Du Quesne equipaggiò invece una piccola fregata, L'Hirondelle, e ordinò al capitano, Anthony Valleau, di perlustrare le isole Mascarene e di prendere possesso di qualunque isola trovasse disabitata e favorevole alla colonizzazione. Sembra che i coloni non fossero stati informati del cambiamento di piano. Il 10 luglio 1690 Leguat e nove uomini volontari si imbarcarono su L'Hirondelle ad Amsterdam, pensando di cominciare una nuova vita sull'isola di Réunion, che credevano fosse stata abbandonata dai francesi. Invece, il 16 maggio 1691, Leguat e 7 compagni furono lasciati sull'isola disabitata di Rodrigues.

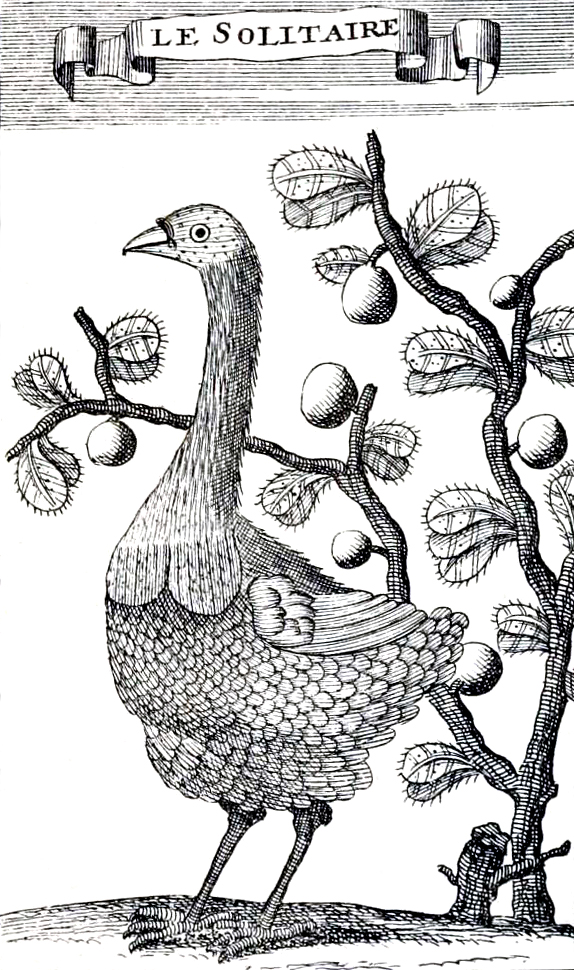
Il solitario di Rodrigues in un'illustrazione del libro di François Leguat.

Dopo aver trascorso un anno sull'isola, il gruppo iniziò ad avere nostalgia di casa e progettò di costruire un'imbarcazione di legno che gli consentisse di fuggire sull'isola di Mauritius, allora sotto controllo olandese. Il primo tentativo fallì quando l'imbarcazione si scontrò con la barriera corallina di Réunion; in seguito un membro del gruppo si ammalò (probabilmente essendo venuto in contatto con qualche animale velenoso della barriera) e morì. Il gruppo riuscì finalmente a lasciare Rodrigues il 21 maggio 1693 e, in balia dei venti e delle correnti, impiegò una settimana a raggiungere Mauritius, distante 560 km.
Inizialmente gli uomini furono ben accolti dal Governatore dell'isola, Rodolfo Diodati, ma dopo una discussione su un pezzo di ambra grigia che un membro del gruppo aveva portato con sé da Rodrigues e la scoperta da parte del Governatore del loro piano di rubare un dinghy e di fuggire a Réunion, cinque uomini del gruppo furono messi in prigione. Gli uomini erano probabilmente estranei del fatto che la Francia ed i Paesi Bassi combattevano su fronti opposti nella Guerra dei Nove Anni (1688–97). Nel febbraio del 1694 furono trasferiti su una minuscola isoletta a una certa distanza dalla costa e tenuti in condizioni orribili. Un membro morì nel tentativo di fuggire; sembra che fosse riuscito a raggiungere Mauritius su un tronco galleggiante, ma in seguito pare che fosse morto nella foresta. Finalmente, nel settembre del 1696, i rimanenti membri del gruppo furono trasferiti a Giacarta e trasportati al cospetto del Consiglio Olandese, che li dichiarò innocenti. Leguat e gli altri due sopravvissuti tornarono in Europa nel giugno del 1698. Sembra che in seguito Leguat si fosse stabilito in Inghilterra, dove trascorse il resto della vita.
Leguat pubblicò una descrizione delle sue avventure nel 1708, quando aveva circa 70 anni. Il titolo francese completo del suo libro era Voyage et avantures de François Leguat et de ses compagnons, en deux isles désertes des Indes orientales: avec la relation des choses les plus remarquables qu'ils ont observées dans l'isle Maurice, à Batavia, au Cap de Bon Espérance, dans l'isle de Sainte Hélène, et en d'autres endroits de leur route. Le tout enrichi de cartes et de figures. L'edizione francese venne pubblicata sia a Londra che ad Amsterdam. Una traduzione inglese dal titolo A new voyage to the East-Indies venne pubblicata a Londra ed una olandese a Utrecht. Alcune parti del testo sembrano molto simili a passaggi trovati nelle opere di Maximilien Misson, un altro ugonotto francese vissuto in esilio. Sembra che Leguat avesse copiato Mission o, più probabilmente, che fosse stato aiutato dallo stesso a scrivere la prefazione.
Il libro è molto importante, poiché contiene le descrizioni di molti animali di Rodrigues ormai estinti, tra cui il solitario di Rodrigues, il rallo di Rodrigues, la testuggine gigante di Rodrigues a cupola e quella dal dorso a sella e il parrocchetto di Newton.